# Jadwiga Bolesławówna
Jadwiga kaliska (Jadwiga Łokietkowa) (ur. ok. 1266–1270/1275 w Kaliszu, zm. 10 grudnia 1339 w Starym Sączu) – księżna kaliska, córka księcia kaliskiego Bolesława Pobożnego i księżnej Jolenty Heleny, żona króla Władysława I Łokietka, w latach 1320–1333 królowa Polski.

## Wywód rodowodowy
| 4. Władysław Odonic ks. wielkopolski i kaliski 1190 – 5 czerwca 1239 |  |                                                       |  |  |                    |
|                                                                      |  | 2. Bolesław Pobożny 1224/1227–13 lub 14 kwietnia 1279 |  |  |                    |
| 5. Jadwiga zm. 29 grudnia 1249                                       |  |                                                       |  |  |                    |
|                                                                      |  |                                                       |  |  | 1. Jadwiga kaliska |
| 6. Bela IV król Węgier 1206–1270                                     |  |                                                       |  |  |                    |
|                                                                      |  | 3. Jolenta Helena ok. 1244 – po 1304                  |  |  |                    |
| 7. Maria Laskarina cesarzówna nicejska                               |  |                                                       |  |  |                    |
|                                                                      |  |                                                       |  |  |                    |

## Dzieciństwo i małżeństwo z Władysławem Łokietkiem
O dzieciństwie i wczesnej młodości przyszłej królowej nic nie wiadomo. Miała dwie siostry: starszą Elżbietę, która między 1277 a 1279 rokiem poślubiła księcia legnickiego Henryka Brzuchatego oraz młodszą Annę, oddaną do klasztoru klarysek w Gnieźnie. Jak przypuszcza część historyków, Jadwiga jeszcze za życia ojca, a więc przed 14 kwietnia 1279, została zaręczona z księciem brzeskim Władysławem Łokietkiem, który jako posag otrzymał być może kasztelanię radziejowską.
Nie ma również pewności, kiedy ostatecznie Jadwiga została żoną Łokietka. Można jednak przypuszczać, że stało się to najprawdopodobniej 6 stycznia 1293, kiedy małżeństwo księżnej z księciem brzeskim stało się gwarancją ścisłego sojuszu i współpracy Władysława Łokietka z opiekunem Jadwigi – Przemysłem II Wielkopolskim. Jadwiga razem z mężem uczestniczyła też być może w koronacji królewskiej Przemysła II w Gnieźnie 26 czerwca 1295.
Śmierć Przemysła II w wyniku zamachu w Rogoźnie 8 lutego 1296 utorowała Jadwidze i jej małżonkowi drogę do objęcia jego dziedzictwa w postaci Wielkopolski i Pomorza Gdańskiego.

## Ucieczka Łokietka i ukrywanie się Jadwigi w kraju
Pierwszy okres rządów w Wielkopolsce skończył się dla Władysława Łokietka tragicznie i w 1300 musiał on ratować się ucieczką z Polski. Nowym królem Polski i suwerenem wszystkich dotychczasowych dzierżaw Łokietka został czeski monarcha z dynastii Przemyślidów – Wacław II. Jadwiga z nieznanych bliżej przyczyn nie towarzyszyła mężowi w jego tułaczce i ryzykując, że dostanie się w ręce Wacława, przez cały okres czeskich rządów ukrywała się wraz z trójką dzieci w przebraniu zwykłej mieszczki u mieszczanina radziejowskiego Gierka, któremu z wdzięczności w 1310 Łokietek nadał wójtostwo.

## Powrót Władysława Łokietka – działalność polityczna Jadwigi do koronacji królewskiej
Śmierć Wacława II (zm. 1305) i odzyskanie przez męża Jadwigi władzy nad Małopolską, Kujawami i częścią Wielkopolski na nowo ustabilizowały życie rodzinne książęcej pary i już około 1305 urodziła się im kolejna córka, Elżbieta. W 1306 zmarł ich najstarszy syn Stefan, a sześć lat później kolejny, Władysław. Obaj wcześnie zmarli synowie zostali pochowani w klasztorze franciszkańskim w Krakowie. W międzyczasie miały miejsce narodziny dwojga najmłodszych dzieci: Jadwigi i Kazimierza.
Około 1310 Łokietek i Jadwiga wydali swoją najstarszą córkę Kunegundę za księcia świdnickiego Bernarda. Małżeństwo to związało tamtejszą linię Piastów z polityką księcia krakowskiego, co w związku z rosnącymi tam wpływami czeskimi miało niebagatelne znaczenie.

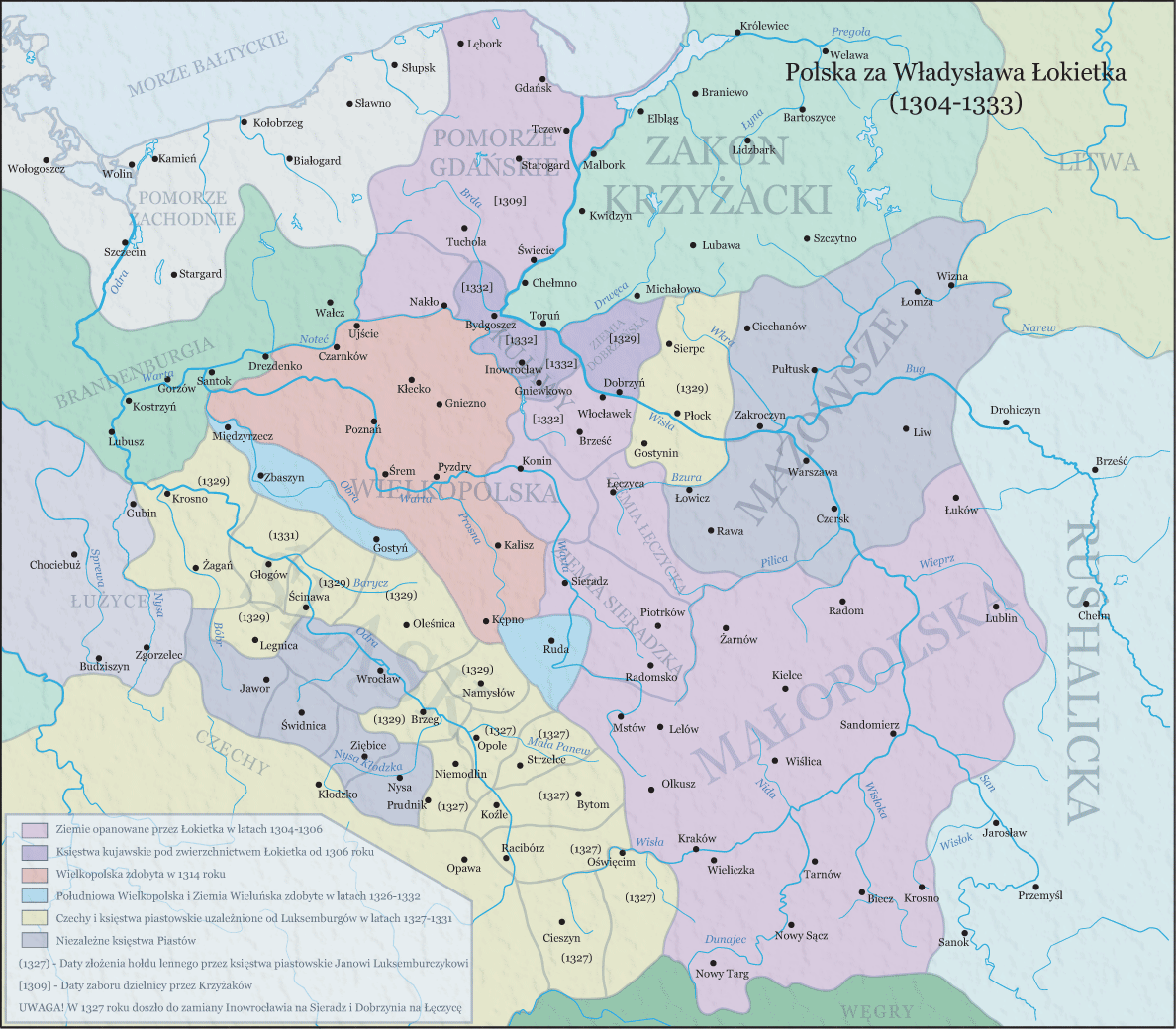
Polska za czasów Jadwigi

Rok później wobec wybuchu rewolty niemieckojęzycznych mieszczan krakowskich pod przewodnictwem wójta Alberta Jadwiga okazała niemałą odwagę, zostając na zamku krakowskim i nominalnie dowodząc jego obroną w czasie kiedy jej mąż podążył na Węgry po pomoc.
Przez cały okres rządów szczególną opieką pary książęcej cieszyli się franciszkanie – świadczy o tym nie tylko fakt pochowania w ich klasztorze wcześnie zmarłych synów, ale również liczne darowizny. Poza tym para książęca patronowała spisaniu w tym środowisku żywota bliskiej krewnej Władysława i Jadwigi, Kingi, żony Bolesława Wstydliwego, którą chcieli wynieść na ołtarze.
Jadwiga skutecznie pomagała Władysławowi w sprawowaniu władzy i zdobyciu korony. Osobiście spotkała się np. z zagorzałym przeciwnikiem męża – biskupem krakowskim Janem Muskatą. Brała też razem z Władysławem udział w objazdach państwa.

## Koronacja królewska i działalność Jadwigi do śmierci męża
20 stycznia 1320 w Krakowie nastąpiła upragniona koronacja królewska Władysława i Jadwigi. Koronę królewską córka Bolesława Pobożnego otrzymała z rąk arcybiskupa gnieźnieńskiego Janisława oraz biskupów krakowskiego i poznańskiego. Jadwiga odtąd przyjęła tytuł łac. totius Poloniae regina (królowa całej Polski). Dodatkowym wyróżnieniem dla władczyni było otrzymanie z dniem 7 marca 1320 od papieża Jana XXII uprawnienie przekraczania klauzury klarysek krakowskich.
W tym samym roku królewska para wydała za mąż swoją drugą córkę – Elżbietę. Małżeństwo jakkolwiek na wskroś polityczne – Elżbieta poślubiła długoletniego sojusznika Władysława Łokietka, Karola Roberta – okazało się nad wyraz szczęśliwe i obopólnie korzystne, gdyż dla Polaków szachowało ono pretensje Luksemburgów do tronu Piastów, podczas gdy dla Andegawenów nie bez znaczenia miał fakt, że Elżbieta była prawnuczką króla węgierskiego z dynastii Arpadów Beli IV.
W 1327 Jadwiga przeżyła chwile grozy w związku z ciężką chorobą jedynego, pozostałego przy życiu syna Kazimierza. Stan królewicza był na tyle poważny, że Jadwiga zdecydowała się oddać syna pod opiekę papieża Jana XXII oraz świętego Ludwika patrona dynastii andegaweńskiej. Ostatecznie powrót Kazimierza do zdrowia uznano za cud związany ze wstawiennictwem świętego.

## Śmierć Władysława Łokietka. Jadwiga panią włości oprawnych na Sądecczyźnie

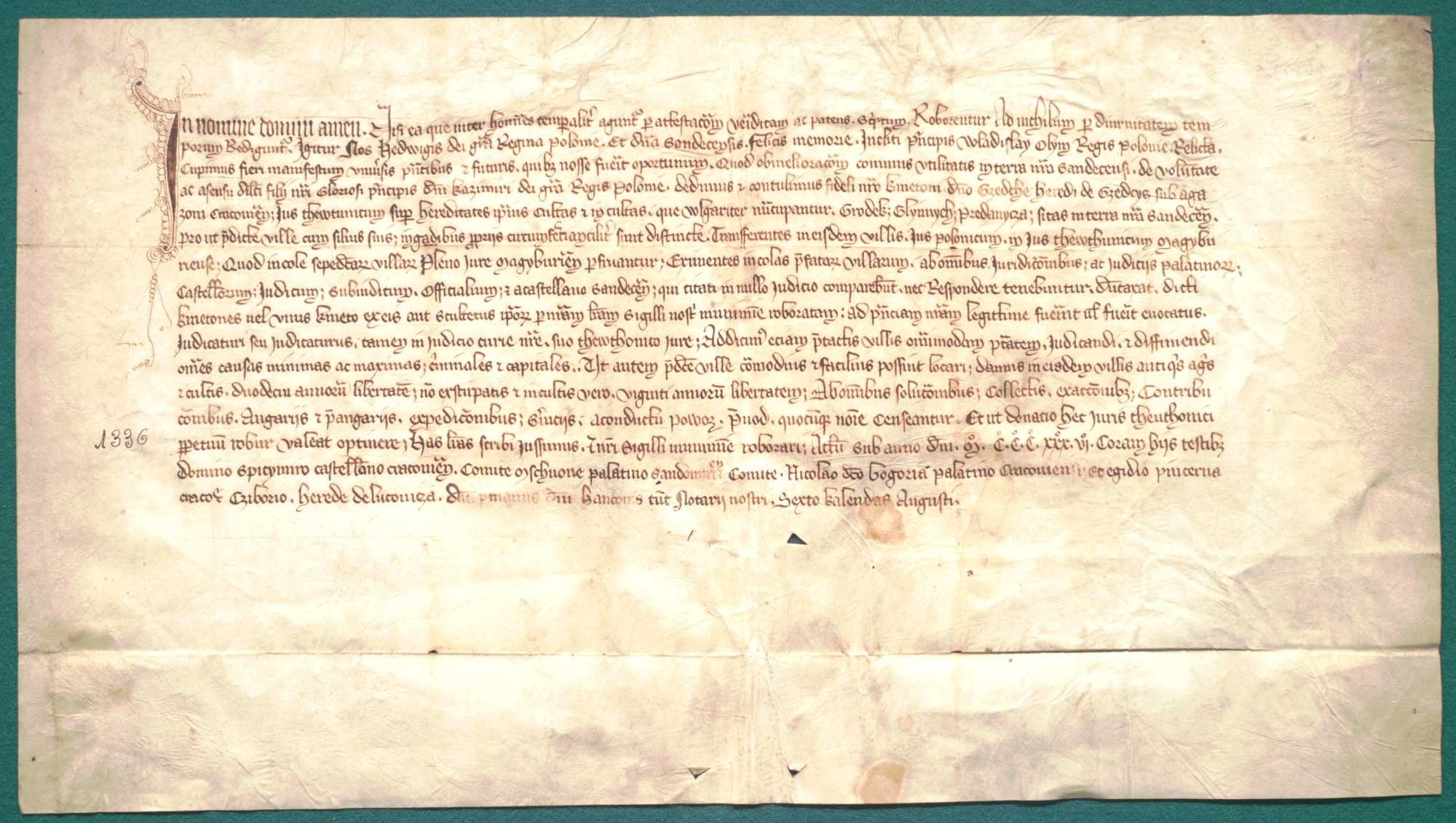
Jadwiga królowa i pani sądecka przenosi 3 wsie podkoniuszego krakowskiego, Gedki, w ziemi sądeckiej Gródek nad Dunajcem, Glinik i Przydonicę z prawa polskiego na niemieckie.

2 marca 1333 zmarł mąż Jadwigi Władysław Łokietek. Pomimo tego królowa w dalszym ciągu starała się aktywnie wpływać na bieżącą politykę królestwa, oponując m.in. przeciwko koronacji królewskiej swojej synowej Aldony Anny żony Kazimiera Wielkiego, uważając, że monarchini w państwie może być tylko jedna. Ze swoich żądań Jadwiga ostatecznie zrezygnowała dopiero pod wpływem nalegań syna.
Po śmierci męża Jadwiga otrzymała ziemię sądecką jako oprawę wdowią, wraz z pełnią władzy namiestniczej. Po ostatecznym udzieleniu zgody na koronację synowej, Jadwiga zdecydowała się wyjechać z Krakowa i zamieszkać w klasztorze klarysek w Starym Sączu. Pomimo jednak nacisków otoczenia (zwłaszcza syna, który pragnął przejąć dochody z oprawy wdowiej matki) Jadwiga nie zdecydowała się wstąpić do klasztoru, zachowując nie tylko władzę nad powierzonym jej terytorium, ale również swój dawny dwór. Po dawnemu prowadziła także politykę finansową, aktywnie wspierając kolonizację na prawie niemieckim (lokowała m.in. kilka wsi) czy fundując kościół parafialny w Jakubkowicach (dziś Łososina Dolna).

## Jadwiga mniszką w klasztorze klarysek w Starym Sączu
Habit zakonny królowa w klasztorze w Starym Sączu nałożyła ostatecznie w 1337 lub 1338, jednak nie oznaczało to w jej przypadku rezygnacji ze świeckiej władzy w oprawie wdowiej.
Na krótko przed śmiercią Jadwiga prawdopodobnie zamierzała odwiedzić na Węgrzech swoją córkę Elżbietę, gdyż tym można tłumaczyć fakt otrzymania od papieża prawa do noclegu królowej w klasztorach klarysek na całym obszarze władztwa Karola Roberta. Nie wiadomo jednak czy ostatecznie doszło do tego spotkania.
Jadwiga zmarła 10 grudnia 1339 w Starym Sączu i została pochowana w tamtejszym klasztorze klarysek.

## Dzieci Jadwigi kaliskiej i Władysława Łokietka
- Kunegunda (* ok. 1295, † 9 kwietnia 1331 lub 1333), żona Bernarda, księcia świdnickiego i Rudolfa, księcia saskiego
- Stefan (* 1296–1300, † 1306)
- Władysław (* 1296–1311, † 1312)
- Elżbieta (* 1305, † 29 grudnia 1380), żona Karola Roberta, króla Węgier
- Jadwiga (* 1306–1309, † między 1320 a 1325)
- Kazimierz (* 30 kwietnia 1310, † 5 listopada 1370), król Polski

## W kulturze
Królowa Jadwiga grana przez Halinę Łabonarską jest jedną z głównych postaci pierwszego sezonu serialu historycznego Korona królów.